# Municipio de Sheridan (condado de Daviess)
El municipio de Sheridan (en inglés: Sheridan Township) es un municipio ubicado en el condado de Daviess, en el estado estadounidense de Misuri. En el año 2010 tenía una población de 384 habitantes y una densidad de 4,31 personas por km².

## Geografía
El municipio de Sheridan se encuentra ubicado en las coordenadas 39°49′34″N 94°2′20″O / 39.82611, -94.03889. Según la Oficina del Censo de los Estados Unidos, el municipio tiene una superficie total de 89,17 km², de la cual 88,43 km² corresponden a tierra firme y (0,83%) 0,74 km² es agua.

## Demografía
Según el censo de 2010, había 384 personas residiendo en el municipio de Sheridan. La densidad de población era de 4,31 hab./km². De los 384 habitantes, el municipio de Sheridan estaba compuesto por un 98,7% de blancos, el 1,04% eran amerindios y el 0,26% pertenecían a dos o más razas. Del total de la población, el 0,52% eran hispanos o latinos de cualquier raza.